# Thomas LeBoutillier
Thomas LeBoutillier II (ur. 18 stycznia 1879 w Nowym Jorku, zm. 18 września 1929 w Westbury) – amerykański strzelec, olimpijczyk.
Pochodził z wpływowej i zamożnej rodziny. W 1899 roku ukończył Yale University. Zawodowo zajmował się importowaniem francuskich ogrodzeń (jego brat Philip miał własną firmę odzieżową), był także uznanym graczem polo. Jego syn, również Thomas, był pilotem wojskowym.
LeBoutillier wystąpił na Letnich Igrzyskach Olimpijskich 1908 w jednej konkurencji. Zajął 19. miejsce w pistolecie dowolnym z 50 jardów. Wśród amerykańskich strzelców pokonał Reginalda Sayre i Waltera Winansa.
Zmarł w 1929 roku na krwotok mózgowy, którego doznał w czasie turnieju w polo.

## Wyniki

### Igrzyska olimpijskie
| Igrzyska | Konkurencja                 | Wynik    | Miejsce | Źródło |
| -------- | --------------------------- | -------- | ------- | ------ |
| IO 1908  | Pistolet dowolny, 50 jardów | 436 pkt. | 19      | [ 1 ]  |